# Національна бібліотека імені Ференца Сечені
Національна бібліотека імені Ференца Сечені (угор. Országos Széchényi Könyvtár) — одна з двох національних бібліотек Угорщини (друга — Бібліотека Дебреценського університету). Розташована в Будапешті. Основним завданням бібліотеки є збирання, обробка та зберігання всіх документів, що мають відношення до Угорщини. Сумарний обсяг фонду становить близько 8 млн одиниць зберігання. Основний фонд «Хунгаріка» містить всі видання, надруковані у межах Угорщини будь-якими мовами; всі видання, опубліковані угорською мовою; всі твори, створені угорськими авторами або у співпраці з ними не угорською мовою або за межами Угорщини, і всі публікації іноземними мовами, що пов'язані з Угорщиною. У Національній бібліотеці імені Сечені зберігається знаменита Корвініана, бібліотека короля Матяша .

## Історія

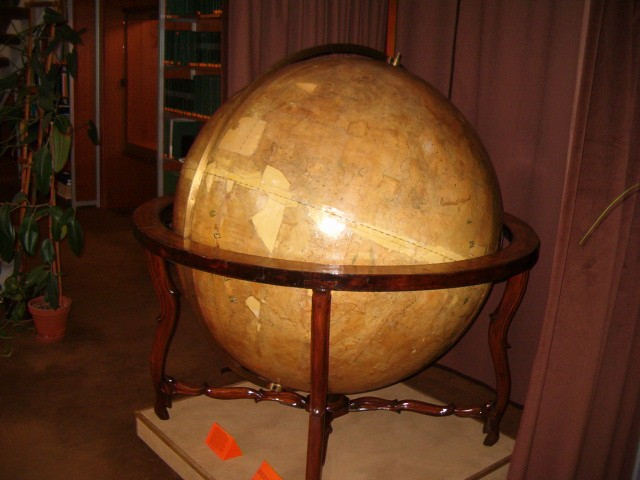
Глобус Парацельсуса у відділі карт Національної бібліотеки імені Сечені

Національну бібліотеку було засновано 25 листопада 1802 року графом Ференцем Сечені, який передав у її фонд перші кілька тисяч видань, тепер вона має ім'я свого засновника. На час заснування бібліотека мала в своїх фондах 13 000 книг та 1300 давніх рукописів. Це була перша публічна бібліотека в Угорщині. У наступному році публічна бібліотека відкрилася в Пешті й спочатку на хвилі патріотичного підйому існувала за рахунок добровільних внесків. У 1808 році парламентом було прийнято рішення про заснування Угорського національного музею, і до 1949 року Національна бібліотека Угорщини перебувала в його складі. У 1846—1847 роках бібліотека разом з музеєм переїхала в новий будинок, побудований в стилі класицизму. В наш час[коли?] Національна бібліотека імені Сечені розміщується в крилі F Будайського замку .